# لدي الكثير لأخبرك به (رواية)
لدي الكثير لأخبرك به هي رواية موجهة للشباب من تأليف الأسترالي جون مارسدن، نُشرت لأول مرة في عام 1987. ويُذكر أنها كانت كتابه الأول. وقد نجحت حينها في أستراليا والولايات المتحدة، ومنذ ذلك الحين تُرجمت إلى تسع لغات ومُنحت العديد من الجوائز الأدبية المعروفة بما في ذلك ميدالية كريستوفر، وجائزة رئيس الوزراء الفيكتوري. كما أعلنها مجلس كتب الأطفال كأفضل كتاب في السنة، من ثم فإن مؤلفها يأمل أن تكون مصدر إلهام للمراهقين الآخرين الذين اضطروا إلى التغلب على الصدمات والتحديات ذات التداعيات طويلة الأمد في حياتهم.     

## ملخص المؤامرة
هي مبنية على قصة حقيقية، وتُقدم على أنها مذكرات مكتوبة لفتاة تبلغ 14 عاما واسمها مارينا. مارينا لديها ندبة إذ كانت ضحية حادث يتضمن حامضًا. وللعلم فالسبب في جرحها هو والدها، الذي كان يقصد به أمها. من ثم رفضت التحدث إلى أي شخص خلال فترة شفائها الطويلة في المستشفى، لذا أُرسلت إلى وارينجتون، وهي مدرسة داخلية للفتيات، إذ لا يبدو أن هناك خيار آخر. لكن حتى بعد وصولها، ما تزال تحافظ على صمتها. بعد ذلك، وفي يوم من الأيام، يشجع أستاذها في اللغة الإنجليزية السيد لينديل الفصل على الاحتفاظ بدفاتر يوميات. على الرغم من أن مارينا مصممة على ألا تستفيد من مذكراتها، فإنها لا تستطيع مقاومة كتابة بعض الأحداث التي تبدو تافهة خلال يومها. ومع ذلك، فإن ما تكتبه يصبح أكثر فأكثر بمرور الوقت، ما يمكَن القراء من فهم عالم مارينا بشكل أفضل: كيف يخلق أصدقاؤها ومعلموها انطباعات عميقة ودائمة بشأن نفسيتها. وتنتقل مارينا من عدم التفاعل مع الآخرين على الإطلاق، إلى الانفتاح والتواصل الاجتماعي، وفي النهاية إيجاد طرق غير لفظية للتواصل. ومع ذلك، وخلال متابعة قراءة الكتاب، تتلاشى مشاعر مارينا السلبية تجاه والدها، وبنهاية الكتاب، تكون وضعت خطة تمكنها من رؤيته مرة أخرى. وعندما تتحدث للمرة الأولى، منذ الوقت الطويل، تقول كلماتها الوحيدة في الرواية بأكملها: «مرحباً يا أبي... لدي الكثير لأخبرك به...» 

## الشخصيات الاساسية

### طلاب وارينجتون
«مارينا ماي جاميسون»: مارينا هي الشخصية الرئيسية في الكتاب والراوية. في البداية، كانت شديدة الانطوائية وتتجنب التواصل مع زملائها الطلاب. لديها أيضا «فقدان شهية في الكلام». 
كاثي غلوريا بريشيل: أقرب ما يكون من صديقة لمارينا لمعظم الكتاب. وهي تدعو مارينا لقضاء العطلات. إنها طويلة ونحيلة، وتقرأ أشياء مثل رواية «إلوجن». كما تستمتع بكتابة الشعر.   
صوفي ماري سميث: واحدة من أكثر الفتيات انخراطًا في العلاقات الجنسية في المسكن، وصوتها عال وصاخب. ذات مرة رأت مارينا صوفي وهي تقول لنفسها «أنا أكرهك، أنت سهلة، وعاهرة»، من ثم تهرب باكية عندما ترى مارينا تقف هناك. 
آن كلوي مالتين: وصفتها مارينا بأنها لطيفة جدًا وجميلة. وكان لديها نسر من الطين كسرته مارينا بالخطأ. 
كيت إيزوبيل ماندفيل: أكثر فتاة صخبًا في المسكن، ولكن لديها جانب لا يعرفه سوى مارينا. كما تتحدث دائمًا عن الجنس والأولاد. 
ليزا سكارليت موريس: ليزا طويلة ذات شعر أشقر جميل. وتبدو مهووسة بالعلم. ولديها علامة خفيفة على أحد خديها إثر حادث تزلج. وهي قوية وهادئة ولكنها ما تزال تحظى بشعبية، ويبدو أن لا شيء يستطيع أذيتها. ثم تراها مارينا تبكي بحُرقة على سريرها عندما لا يكون أحد بجوارها، لكن لا تعرف السبب. 
تريسي جيل ماكدونالد: بعد مارينا، تعد تريسي أقل الفتيات شعبية في المسكن، وغالبًا ما تكون بغيضة معها أكثر من غيرها. وتوصف بأنها ضخمة وصريحة. 
إيما فتاة من هونج كونج لطيفة نوعًا ما مع مارينا 

### موظفي وارينجتون
السيد لينديل: مدرس اللغة الإنجليزية الخاص بمارينا. ويدعو مارينا للمكوث في مسكنه عدة مرات. ومارينا تثق به أكثر من غيره. ويطلب من صفه كتابة المذكرات. 
السيدة رانسوم: مستشارة المدرسة. ومارينا تراها مرة واحدة على الأقل في الأسبوع. ولديها ابن خارج عن السيطرة.   
السيدة غراهام: مسؤولة المسكن / مسؤولة رفاهية الطلاب. تعارض حالة مارينا الصامتة. 
الدكتور وايتلي: مديرة وارينجتون. يذكر مارينا أيضا أنها تعلم اللاهوت. 

### والدا مارينا
روبن جاميسون: والدة مارينا وتظهر غير متعاطفة ولا صبورة معها لتستعيد القدرة على الكلام. كما أنها امرأة مزيفة وأنانية تهتم بنفسها فقط. وترسل مارينا إلى مدرسة داخلية كي تتعلم التحدث مرة أخرى، ولكن في الحقيقة تريد والدتها فقط إفساح المجال لزوجها الجديد. لاحقًا في الكتاب، تذهب إلى نيويورك مع شريكها الجديد الذي تشير إليه في رسائلها باسم جي جي. 
توني جاميسون: والد مارينا وليس شخصية مهمة للغاية؛ ومع ذلك، فهو دائما في ذهن مارينا. وهي غير متأكد من شعورها نحوه سواء كان بالغضب أو الحزن أو الغفران. 

## أصول القصة
بُني الكتاب جزئيًا على قصة حقيقية. وتستند شخصية مارينا إلى فتاة في الرابعة عشرة من عمرها وامرأة تدعى كاي نيسبيت، التي أُصيب وجهها بأضرار من جراء انفجار بندقية. وبالإضافة إلى ذلك، فإن الإهداء في بداية الكتاب يحدد جون مازور بعينه كمدرس للغة الإنجليزية، والسيد ليندل الذي يعطي مارينا مهمة المذكرات وهو واحد من أكثر الناس الذين تثق بهم. 

## لدي الكثير لأخبرك به: المسرحية
كتب المؤلف نفسه، جون مارسدن، مسرحية تستند إلى هذا الكتاب في عام 1992. ووفقًا للمؤلف، فقد أراد دائمًا وضع «لدي الكثير لأخبرك به» على المسرح.   

## ثق بكلامي
كتاب يُعتبر نصف تكملة للقصة، وعنوانه ثق بكلامي (Take My Word for It)، كُتب في عام 1992، وهو من وجهة نظر ليزا موريس. حيث يروي قصة ليزا خلال نفس الفترة، وكذلك ملاحظتها لمارينا، ولكن بعد ذلك يتوسع في الأمر ويظهر مارينا بعد زيارتها لوالدها. وجهة النظر الثانية تساعد القارئ عن طريق الإجابة عن بعض الأسئلة من الكتاب الأول، على سبيل المثال، سبب الانهيار العصبي لمارينا في أوائل أبريل، والسبب في بكاء ليزا في وقت سابق. 